# Wayne Brown (Fußballspieler, August 1977)
Wayne Lawrence Brown (* 20. August 1977 in Barking) ist ein ehemaliger englischer Fußballspieler auf der Position des Verteidigers und aktueller -trainer.

## Karriere
Brown wechselte vom FC Watford zu Colchester United nach mehreren Leihstationen. Bei Colchester verbrachte er drei Jahre an der Layer Road. Für Colchester absolvierte Brown 159 Pflichtspiele und war der einzige Feldspieler der Football League Championship in der Saison 2006/07 der jede Minute auf den Platz stand. Am Ende wurde er vereinsintern zum besten Spieler der abgelaufenen Saison gewählt. Am 14. Juli 2007 unterzeichnete Brown einen Dreijahresvertrag bei Hull City. Die Ablöse soll 450.000 Pfund betragen haben.
Nachdem er im Oktober 2008 für einen Monat an Preston North End und Ende Januar 2009 bis zum Ende der Spielzeit an Leicester City ausgeliehen worden war, verließ Brown den Premier-League-Klub endgültig in Richtung des zuletzt genannten Drittligaaufsteigers und unterzeichnete dort einen neuen Kontrakt mit einer Laufzeit über zwei Jahre.
Zuletzt spielte Wayne Brown in der Saison 2010/11 für Preston North End in der Football League Championship.